# Київський курінь
Київський курінь — напіввійськове формування, яке було сформовано в жовтні 1941 р. переважно з колишніх радянських військовополонених і виконувало функції  допоміжної поліції в окупованому німецькими військами Києві. На чолі куреня стояли представники похідних груп ОУН (групи, які прибули до Києва, курирував Олег Ольжич).
Коменданти куреня:
- Вересень 1941 р. — Анатолій Конкель (під псевдонімом «Орлик»)[1]
- З початку жовтня 1941 р. —  Петро Захвалинський
- З 1-ї половини 1942 р. — В. Буткевич
- З кінця липня 1942 р. — Анатоль Кабайда

В організації та діяльності куреня також взяли участь діячі ОУН Богдан Онуфрич («Коник»), Степан Сулятицький, Роман Біда («Гордон»), Іван Кедюлич, Ярослав Гайвас.
Після прибуття 10 жовтня 1941 до Києва  Буковинського куреня Київський курінь був із ним об'єднаний, на їх основі були сформовані київська поліція і кілька поліцейських батальйонів (Шуцманшафт).
До початку 1942 року були повністю ліквідовані органи ОУН в Києві, а багато членів організації, зокрема Теліга Олена, розстріляна в Бабиному Яру.